# Бойко, Анатолий Иванович (футболист)
Анато́лий Ива́нович Бо́йко (укр. Анатолій Іванович Бойко; 2 марта 1947, Николаев — 26 мая 2024, Ивано-Франковск) — советский футболист и украинский тренер.

## Игровая карьера
Воспитанник группы подготовки николаевского «Судостроителя». Первый тренер — Иван Александрович Колбанов. В 1968—1969 годах играл во взрослой команде «Судостроителя» во 2-й группе Класса «А». В 1968 году в составе «корабелов» становился победителем турнира (аналога первой лиги), а в следующем — полуфиналистом Кубка СССР (в полуфинальном матче не играл).
В 1972—1973 годах играл в ивано-франковском «Спартаке». В 1972 году в составе этой команды становился чемпионом УССР. Играл в дебютном сезоне «Спартака» в первой союзной лиге. В следующем году перешёл в СК Луцк.

## Тренерская карьера
После завершения игровой карьеры поселился в Ивано-Франковске. Работал в тренерском штабе «Прикарпатья». Трижды возглавлял ивано-франковский клуб в качестве исполняющего обязанности главного тренера в высшей лиге чемпионата Украины. Всего во главе команды провёл 10 матчей.
Скончался 26 мая 2024 года в одной из больниц областного центра Восточной Галиции. Похоронен в Ивано-Франковске.